# Île-d’Arz
Île-d’Arz (bret. An Arzh) – miejscowość i gmina we Francji, w regionie Bretania, w departamencie Morbihan.
Według danych na rok 1990 gminę zamieszkiwało 256 osób, a gęstość zaludnienia wynosiła 78 osób/km² (wśród 1269 gmin Bretanii Île-d’Arz plasuje się na 968. miejscu pod względem liczby ludności, natomiast pod względem powierzchni na miejscu 1064.).